# Стерн, Лоренс
Ло́ренс Стерн (англ. Laurence Sterne, 24 ноября 1713, Клонмел, Ирландия — 18 марта 1768, Лондон) — английский писатель XVIII века. Широко известны его романы «Жизнь и мнения Тристрама Шенди, джентльмена» и «Сентиментальное путешествие по Франции и Италии». Будучи священником, он также опубликовал многочисленные проповеди, принимал участие в местной политической жизни.

## Биография и творчество
Изучал в Кембридже богословие, долго был пастором в деревне. Первый роман, написанный Стерном «The Life and Opinions of Tristram Shandy, Gentleman» (Лондон, 1759—1767), доставил автору широкую популярность; новизна его манеры возбудила всеобщее внимание, и Стерн, переехавший в Лондон, стал любимцем высшего лондонского общества. Этот роман состоит из ряда эпизодов и имеет сложную структуру с многочисленными авторскими отступлениями. «Тристрам Шенди» выдержал много изданий и переведён на многие европейские языки (первый перевод в начале XIX века под заглавием «Жизнь и мнения Тристрама Шанди» вышел в шеститомном издании в Санкт-Петербурге, затем публиковался как «Жизнь и убеждения Тристрама Шенди», СПб., 1890).

### Детство и юность
Лоренс Стерн родился 24 ноября 1713 году в Кломнеле, Типперэри, Ирландия. Его отец, Роджер Стерн, был прапорщиком в британском полку, который к тому времени недавно вернулся из Дюнкерка. Полк Роджера был распущен в день рождения Стерна и уже через шесть месяцев семья вернулась в Йоркшир, на север Англии. Первые десятилетия жизни Стерна были проведены в переездах с места на место, так как его отец получал назначения по всей Ирландии. В течение этого периода Стерны никогда не жили в одном месте более года. Мать писателя с многочисленными ребятишками всюду следовала за пехотным полком и дети, лишённые нормального ухода и удобств, умирали один за другим. Выжил только Лоренс. В 1724 году отец взял Стерна к своему богатому брату Ричарду, так что Стерн смог посещать гимназию вблизи Галифакса; Стерн больше никогда не видел своего отца, после того как Роджер Стерн был назначен исполнять должность на Ямайке, где он умер от лихорадки в 1731 году. Стерн был принят в колледж Иисуса в Кэмбридже в июле 1733 в возрасте 20 лет. Его прадед Ричард Стерн был магистром в колледже, а также Архиепископом Йоркским. Стерн окончил колледж со степенью бакалавра искусств в январе и вернулся летом 1740-го, ему была присуждена степень магистра искусств. Стерну, похоже, суждено было стать священником и он был посвящён в сан дьякона в марте 1737 года и в сан священника в августе 1738. Вскоре после этого Стерн становится викарием, живя в Саттон-Форесте в Йоркшире (1713—1768).

### Парламентская борьба
Дядя Стерна втянул молодого пастора в парламентскую партийную борьбу. Сам дядя был виг и, зная литературные дарования племянника, уговорил его выступать со статьями-памфлетами в вигской газете «Йоркский газетчик». В этих статьях Стерн в 1742 г. отрекся от своих прежних выступлений и на страницах торийской газеты «Йоркский курьер» поздравил партию противников с победой на выборах. «Времена меняются, и мы меняемся вместе с ними», — процитировал Стерн латинскую поговорку в связи с этим отречением. Противники Стерна любили припоминать этот факт как доказательство беспринципности Стерна. Разумеется, в этих диаметрально противоположных выступлениях есть элемент подчеркнутого цинизма, но нельзя забывать и другое: Стерн, приняв недолгое участие в мышиной возне двух парламентских группировок, действительно почувствовал презрение к обеим и подчеркнул это своим открытым выступлением. Больше он не принимал участия в борьбе партий.
Стерн женился на Элизабет Ламли в 1741 году. Оба они болели туберкулёзом. Впоследствии Стерн выполнял свои обязанности и в Силлингтоне и в Суттоне. Он также был пребендарием Йоркского министра. Стерн жил в Саттоне около 20 лет, в течение этого времени он сохранил близкие отношения, которые начались с Кэмбриджа с Джоном Холл-Стивенсоном, остроумным и безупречным бонвиваном, владельцем Скелтон-Холла в районе Кливленда, Йоркшир.
Стерн проводил много времени в сельской местности, слушая ворчливую жену, и единственным развлечением его были книги. У богатого соседа, помещика Стивенсона, который был университетским товарищем Стерна, имелась прекрасная библиотека, благодаря которой Лоренс стал образованнейшим человеком своего времени. В замке Стивенсона, получившем прозвище «Замка безумцев», часто устраивались весёлые пирушки. Их участники называли себя «одержимыми» и во главе с гостеприимным хозяином пытались руководствоваться раблезианским принципом «Делай, что хочешь». По вечерам они рассказывали друг другу вымышленные истории, построенные без особого соблюдения «здравого смысла». В этой обстановке шлифовались талант и остроумие Стерна. Но если хозяин и большинство гостей могли позволить себе эту беззаботную жизнь, то неимущему пастору приходилось вновь и вновь возвращаться в свой дом, к составлению проповедей и церковным службам.
Без Стивенсона Стерн был бы приличным приходским священником, но потом никогда не смог бы написать «Тристрама Шенди». Это было в то время, когда, живя в сельской местности, будучи не в состоянии дополнить свой доход как фермер и бороться с туберкулёзом, Стерн начал работу над своим самым знаменитым романом «Жизнь и мнения Тристрама Шенди, джентльмена», первый том которого был опубликован в 1759 году. Стерн работал над романом в течение года. За это время умирает его мать, жена серьёзно болеет, и он сам болен чахоткой. Публикация «Тристрама Шенди» сделала его знаменитым в Лондоне и на всем континенте. Он был в восторге от внимания, и каждый год проводил немного времени в Лондоне, прославляясь все больше и больше, как только появлялись новые тома его книг. В самом деле, барон Фауконберг наградил Стерна, назначив его в качестве вечного викария Коксволда, Северный Йоркшир. В 1759 году, чтобы поддержать своего декана в церковной перебранке, Стерн пишет                            «Политический роман» (свифтовская сатира на высокопоставленных лиц духовного суда). По требованию смущённых церковников книга была сожжена. Таким образом, Стерн потерял свои шансы на духовное продвижение, но нашёл своё призвание. Обнаружив в себе талант писателя, он в возрасте сорока шести лет передал свой приход помощнику приходского священника и начал писать «Тристрама Шенди». Первоначально, резко сатирическая версия была отвергнута Робертом Додсли, лондонским издателем, именно тогда, когда личная жизнь Стерна была расстроена. Его мать и дядя умерли. Жена пережила нервный срыв, находилась на грани самоубийства. Стерн продолжал комический роман, но каждое предложение, по его словам, было «написано с большой тяжестью в сердце». В таком настроении он смягчил сатиру и рассказал о мнениях Тристрама, его эксцентричной семье и злополучном детстве с сочувствующим юмором, создав местами веселую, местами сладко-меланхоличную трагикомедию.

### «Жизнь и мнения Тристрама Шенди, джентльмена»
Семь лет Стерн работал над романом «Жизнь и мнения Тристрама Шенди, джентльмена», который так и остался незаконченным. Но Стерн публиковал его между 1760 и 1767 гг. по частям, первоначально в Йорке, потом, когда роман уже завоевал славу, в Лондоне.
Уже первый роман Стерна был необычайно причудлив. Автор собирается рассказать в нём о жизни Тристрама Шенди, но к концу 9 тома Тристрам достигает возраста только 5 лет. Начав повествование с обстоятельств, при которых Тристрам был зачат, Стерн затем постоянно отвлекается. Среди целого моря лирических отступлений, бесед с читателями, остроумных замечаний, неоконченных посторонних историй, перед нами возникают образы двух братьев Шенди, Уолтера и Тоби, отца и дяди Тристрама. Именно они оказываются главными героями романа, носителями лучших человеческих качеств, как их представляет себе Стерн. Рядом с ними предстает их ближайшее окружение — упрямая супруга Уолтера, лукавая вдовушка Уодмен, покорившая сердце дяди Тоби, постоянные посетители дома: доктор Слоп и пастор Йорик, и слуга Тоби капрал Трим. В этом крошечном мирке вращаются скромные незаметные люди, случаются события, иногда смешные, а иногда и трагические (смерть Роберта, старшего брата Тристрама), высказываются мысли и суждения иногда нелепые, а иногда поражающие своей глубиной. Это копия большой жизни и в то же время своеобразное, намеренное её преломление.

### «Сентиментальное путешествие»
Более стройно «Sentimental journey through France and Italy» (Лондон, 1768), написанное Стерном после действительно совершенного им путешествия: это сочинение, по которому получило название «сентиментальное» направление в литературе, представляет собой изображение любовных похождений путешественника, чередующееся с изложением волнующих его чувств. Кроме того, Стерн издал много томов «Sermons» (1760 и след.) После его смерти вышли его «Letters to his most intimate friends» (1775) и переписка его с Элизой (Елизаветой Дрэнер) — дамой, с которой Стерн долгое время находился в близких отношениях.
Стерн скончался в Лондоне после нескольких лет борьбы с туберкулёзом.

## Экранизации
Тристрам Шенди : История бычка и петушка (Tristram Shandy : A Cock and Bull story), (реж. Майкл Уинтерботтом), 2005

## Цитаты
Когда человек живёт со всеми в мире, насколько тогда тяжелейший из металлов легче пёрышка в его руке!(c) Лоренс Стерн; «Сентиментальное путешествие по Франции и Италии».